# صالة العرض للفنون أم الفحم
صالة العرض للفنون أم الفحم (بالعبرية: הגלריה לאמנות אום אל-פחם). تأسست صالة العرض للفنون في عام 1996 بمبادرة من السكان المحليين والفنانين، من أجل عرض الفن العربي الفلسطيني في حال عدم وجود أي صالات عرض أخرى في القطاع العربي في إسرائيل. على مدى سنوات قليلة أصبح المكان نقطة التقاء مهمة بين الثقافات والناس، حيث تم تنظيم معارض فنية، جنبًا إلى دورات وندوات وحلقات عمل وحلقات دراسية، حتى أصبح مكانًا مركزيًا محليًا ودوليًا للحياة الثقافية. تعمل صالة العرض للفنون برعاية جمعية الصبار، التي تهدف إلى تعزيز وتنمية الوعي الفني لدى الأطفال والشباب والكبار، وربط جسر بين الفنانين العرب واليهود في إسرائيل، وسعيها لإقامة وبناء المتحف العربي للفن المعاصر في مدينة أم الفحم.